# Pile
Pile（パイル、本名：堀 絵梨子（ほり えりこ）、1988年5月2日 - ）は、日本の女性歌手、声優。東京都出身。SPACEY MUSIC ENTERTAINMENT（事務所）、Colourful Records（レコードレーベル）に所属。身長158cm、血液型はO型。
俳優業は本名で活動しており、オフィシャルブログの末尾には「erico.」と書かれている。愛称は主にPile様、ぱいちゃん。μ's、Please&Secret、4to6のメンバーでもある。

## 来歴
品川女子学院中等部・高等部、明治学院大学卒業。
子供の頃は習い事三昧であり、最初の習い事はエレクトーン教室、その次がピアノ、その後はクラシックバレエ、お絵描き教室、そろばん教室など好奇心が旺盛だったこと、長女だったこともあり、色々習っていたという。
15歳くらいの時に唯一、親に「これをやりなさい」と言われてしていたピアノを辞めたという。やりたいこと・好きなことに関してはこだわり、バレエが好きであり、極めたかったが、大人になるにつれて楽しいだけではしなくなり、「私のここがバレエに向いていない！」と粗探しをするようになったという。
クラシックバレエでは、生まれ持った才能、素質に左右されることが多く、Pile自身ではない物ねだりであり、現実を突きつけられて辞めたという。踊ることは好きだったため、ダンスの方向に進んだという。
偶々スカウトされて、芸能入り。歌が好きだったため、デビュー後には「歌一筋でやりたい」と思っていたが、機会に恵まれなかったこと、未熟だったということもあり、最初はドラマなどの仕事もしてもらっていたという。
2006年、全国アジアンドールズオーディションで、700名の応募総数の中から選ばれた。2007年、「Your is All...」で歌手デビュー。
2010年、『ラブライブ!』の西木野真姫役で声優デビュー。
2013年、『ラブライブ!』で共演する東條希役の楠田亜衣奈とPlease & Secretを結成。
2014年、同じく『ラブライブ!』で共演する星空凛役の飯田里穂と4to6を結成。また、1stシングル「伝説のFLARE」でソロシンガーとしてメジャーデビュー。
2015年、第九回声優アワードにて、μ'sの一員として歌唱賞を受賞。μ'sの一員として第66回NHK紅白歌合戦にも初出場した。3月にはPlease & Secretの活動を終了した。
2016年、自身初となるソロ写真集「Girls Trip in Hawaii」を出版。
2017年、日本武道館で単独ライブを開催。『ラブライブ!』で共演した新田恵海もゲスト出演し、『ラブライブ!』の曲や「Melody」などを共に歌った。
2018年、インディーズデビューから数えての歌手活動10周年を記念したベストアルバム『The Best Of Pile』をリリース。インディーズデビュー曲「Your is All...」も収録された。
2020年、COVID-19流行によるイベント開催自粛を受け、新田と共同での無観客配信ライブ「SPACEY MUSIC 2マン SPECIAL LIVE」を開催。

## 人物
日本人の父と韓国人の母を持つハーフであり、日本語と韓国語の他、英語にも精通している。芸名は「暖かく包み込むような誰からも愛されるアーティストに」という意味を込め、タオル生地として使われるパイル織物から付けられた。
自身を帆船に例え、ファンは自身を進ませてくれる追い風である、ということから、自身のファンを「追い風さん」と呼んでおり、3rdアルバム『Tailwind(s)』の由来にもなっている。
妹がいる。

## ディスコグラフィ

### シングル
|        | 発売日         | タイトル           | 規格品番                     | 規格品番                    | 規格品番                                        | 規格品番                                        | オリコン 最高位 |
| CD+DVD | 発売日         | タイトル           | CD                           | CD                          | CD                                              |                                                 | オリコン 最高位 |
| CD+DVD | 発売日         | タイトル           | 初回限定盤                   | 通常盤                      | その他盤                                        |                                                 | オリコン 最高位 |
| ------ | -------------- | ------------------ | ---------------------------- | --------------------------- | ----------------------------------------------- | ----------------------------------------------- | --------------- |
|        | 2007年10月24日 | Your is All…       | QACY-10002                   |                             |                                                 |                                                 |                 |
| 1st    | 2014年12月3日  | 伝説のFLARE        | VIZL-741                     | VICL-36982                  | VICL-36983                                      |                                                 | 18位            |
| 2nd    | 2015年4月22日  | キミがくれたKISEKI | VIZL-821                     |                             | VICL-37043                                      | VIZL-822（アニメ限定盤） VICL-37044（アニメ盤） | 15位            |
| 3rd    | 2015年11月4日  | ドリームトリガー   | VIZL-895                     | VICL-37114                  | VICL-37116                                      | VICL-37115（アニメ盤）                          | 7位             |
| 4th    | 2016年5月18日  | Melody             | VIZL-963                     | VICL-37164                  | VICL-37163                                      | VICL-37165（アニメ盤）                          | 8位             |
| 5th    | 2016年12月28日 | 素晴らしきSekai    | VIZL-1086                    | VICL-37236                  | VICL-37237                                      | VICL-37238（アニメ盤）                          | 8位             |
| 6th    | 2017年8月16日  | 絆Hero             |                              | VIZL-1201 (A) VIZL-1202 (B) | VICL-37297                                      | VICL-37298（アニメ盤）                          | 23位            |
| 7th    | 2017年11月29日 | Lost Paradise      | VIZL-1276 (A) VIZL-1277 (B)  | VICL-37338                  | VICL-37339（アニメ盤）                          | 21位                                            |                 |
| 8th    | 2018年5月2日   | BJ                 | VIZL-1377 (A) VICL-37386 (B) | VICL-37385                  | VICL-37387                                      | 18位                                            |                 |
| 9th    | 2019年1月13日  | UnLock             |                              |                             | SPCD-10012（会場限定盤） SPCD-10013（EC限定盤） |                                                 |                 |
| 10th   | 2019年4月14日  | Quasurf            | （通常盤） （EC限定盤）      |                             |                                                 |                                                 |                 |
| 11th   | 2020年10月7日  | Flower Peace       |                              |                             |                                                 | デジタルシングル（配信限定）                    |                 |

#### 配信限定シングル
|     | 配信開始日    | タイトル |
| --- | ------------- | -------- |
| 1st | 2016年10月3日 | デュエル |

### アルバム
|        | 発売日        | タイトル         | 規格品番  | 規格品番   | 規格品番                         | オリコン 最高位 |
| CD+BD  | 発売日        | タイトル         | CD+DVD    | CD         |                                  | オリコン 最高位 |
| ------ | ------------- | ---------------- | --------- | ---------- | -------------------------------- | --------------- |
|        |               | Lovely Box       |           |            |                                  |                 |
|        |               | Lovely Box 2     |           |            |                                  |                 |
| 1st    | 2015年3月4日  | Jewel Vox        | VIZL-783  | VIZL-784   | VICL-64296                       | 19位            |
| 2nd    | 2016年3月16日 | PILE             | VIZL-952  | VIZL-953   | VICL-64554                       | 12位            |
| 3rd    | 2017年4月26日 | Tailwind(s)      | VIZL-1156 | VIZL-1157  | VICL-64786                       | 14位            |
| 4th    | 2018年3月7日  | SHOWCASE         | VIZL-1313 | VIZL-1314  | VICL-64928                       | 24位            |
| ベスト | 2018年8月16日 | The Best of Pile | VIZL-1406 |            | VIZL-1407（CD+GOODS） VICL-65031 | 32位            |
| 5th    | 2022年4月27日 | GATE             |           | QACY-30018 |                                  |                 |

### タイアップ曲
| 楽曲               | タイアップ                                                      | 時期   |
| ------------------ | --------------------------------------------------------------- | ------ |
| Your is All…       | テレビ東京系『怒りオヤジ3』エンディングテーマ                   | 2007年 |
| Dream of Princess  | パチスロ『シンデレラブレイド2』主題歌                           | 2014年 |
| 伝説のFLARE        | テレビアニメ『テンカイナイト』エンディングテーマ                | 2014年 |
| ⇒NEXT WORLD⇒       | パチンコ店「アイランド」CMソング                                | 2015年 |
| Black Butterfly    | オンラインゲーム『少女とドラゴン』テーマソング                  | 2015年 |
| Black Butterfly    | テレビ東京『アニメマシテ』2015年3月度エンディングテーマ         | 2015年 |
| キミがくれたKISEKI | テレビアニメ『デュエル・マスターズ VSR』エンディングテーマ      | 2015年 |
| ドリームトリガー   | テレビアニメ『ワールドトリガー』主題歌                          | 2015年 |
| ドリームトリガー   | テレビ東京『アニメマシテ』11月度エンディングテーマ              | 2015年 |
| 一歩先へ           | テレビ東京『アニメマシテ』3月度エンディングテーマ               | 2016年 |
| Melody             | テレビアニメ『境界のRINNE』第2シリーズ オープニングテーマ       | 2016年 |
| デュエル           | テレビアニメ『デュエル・マスターズ VSRF』オープニングテーマ     | 2016年 |
| 絆Hero             | スマートフォンゲーム『ザ・マジックナイトメア』主題歌            | 2017年 |
| Lost Paradise      | テレビアニメ『王様ゲーム The Animation』エンディングテーマ      | 2017年 |
| BJ                 | テレビアニメ『奴隷区 The Animation』エンディングテーマ          | 2018年 |
| UnLock             | ゲームアプリ『奴隷区 The RPG -ドレイクエスト-』タイアップソング | 2019年 |

### 映像作品
|     | 発売日         | タイトル                                                       | 規格品番                                   | 規格品番 |
| BD  | 発売日         | タイトル                                                       | DVD                                        |          |
| --- | -------------- | -------------------------------------------------------------- | ------------------------------------------ | -------- |
| 1st | 2016年12月28日 | Pile SPECIAL LIVE!!!「P.S.ありがとう…」at TOKYO DOME CITY HALL | VIXL-179                                   | VIBL-826 |
| 2nd | 2018年3月7日   | Pile Live at Budokan                                           | VIZL-1316（初回限定盤） VIXL-209（通常盤） |          |

### ユニット

#### Please&Secret
AINA（楠田亜衣奈）とのユニット。
|             | 発売日         | タイトル        | 規格品番   | オリコン 最高位 |
| ----------- | -------------- | --------------- | ---------- | --------------- |
| 1stシングル | 2013年9月18日  | O.P.E.N FANTASY | QACY-10008 | 42位            |
| 2ndシングル | 2014年4月16日  | きみのココロに… | QACY-10010 | 23位            |
| 3rdシングル | 2014年12月10日 | あしたへ咲く花  | QACY-10017 | 22位            |
| アルバム    | 2015年3月25日  | Anniversary     | QACY-30007 | 68位            |

#### 4to6
飯田里穂とのユニット。
|            | 発売日        | タイトル           | 規格品番   | 規格品番   | オリコン 最高位 |
| 生産限定盤 | 発売日        | タイトル           | 通常盤     |            | オリコン 最高位 |
| ---------- | ------------- | ------------------ | ---------- | ---------- | --------------- |
| シングル   | 2014年8月20日 | 私の時計は逆回転！ | TKCA-74117 | TKCA-74121 | 29位            |

### 歌手参加作品
| 発売日        | 商品名                              | 歌 | 楽曲                     | 備考                                                |
| ------------- | ----------------------------------- | --- | ------------------------ | --------------------------------------------------- |
| 2014年6月4日  | シンデレラブレイド2 Big Bonus Music | Pile | 「Dream of Princess」    | パチスロ『シンデレラブレイド2』主題歌               |
| 2015年5月13日 | ハジマレ, THE GATE!!                | i☆Ris、angela、井口裕香、今井麻美、内田彩、内田真礼、小野賢章、GRANRODEO、黒崎真音、昆夏美、ZAQ、鈴木このみ、TRUSTRICK、西沢幸奏、Pile、春奈るな、ミルキィホームズ、ゆいかおり | 「ハジマレ, THE GATE!!」 | 『Animelo Summer Live 2015 -THE GATE-』テーマソング |

### キャラクターソング
| 発売日         | 商品名                                         | 歌                                        | 楽曲                           | 備考                                  |
| -------------- | ---------------------------------------------- | ----------------------------------------- | ------------------------------ | ------------------------------------- |
| 2014年6月4日   | シンデレラブレイド2 Big Bonus Music            | アリス（富沢恵莉）、シンデレラ（Pile）、⑦ | 「シンデレラガール feat.Pile」 | パチスロ『シンデレラブレイド2』関連曲 |
| 2016年10月19日 | 『プリシラと魔法の本』コンピレーショントラック | シンデレラ（Pile）                        | 「花と翼」                     | パチスロ『プリシラと魔法の本』関連曲  |
| 2017年8月23日  | シンデレラブレイド3 Big Bonus Music            | シンデレラ（Pile）                        | 「DASH」                       | パチスロ『シンデレラブレイド3』関連曲 |

## 出演
太字はメインキャラクター。

### テレビアニメ
2013年
- ラブライブ!（2013年 - 2014年、西木野真姫） - 2シリーズ

2015年
- 15秒TVアニメシリーズ コチンPa!（2015年 - 2016年、アイラ） - 2シリーズ
- ワールドトリガー（武田心愛）

2016年
- 境界のRINNE（女性の霊）

2017年
- まけるな!!あくのぐんだん!（第10話ナレーション）
- 王様ゲーム The Animation（岩村莉愛）

2018年
- 奴隷区 The Animation（パイン、花屋の配達員）

### 劇場アニメ
- ラブライブ!The School Idol Movie（2015年、西木野真姫[19]）

### OVA
- ラブライブ!（2010年 - 2016年、西木野真姫） - 7作品

### ゲーム
2013年
- 神様と運命革命のパラドクス（恋塚フルーネティ）
- ラブライブ! スクールアイドルフェスティバル（2013年 - 2023年、西木野真姫）

2014年
- ラブライブ! School idol paradise（西木野真姫）

2015年
- 神撃のバハムート（リディ）
- 少女とドラゴン（ルーセル）

2016年
- シンデレラブレイド（シンデレラ）

2018年
- ぷちぐるラブライブ!（西木野真姫）

2019年
- グランブルーファンタジー（西木野真姫）
- ラブライブ! スクールアイドルフェスティバル ALL STARS（2019年 -  2023年、西木野真姫）

2021年
- ラブライブ!スクールアイドルフェスティバル 〜after school ACTIVITY〜 わいわい!Home Meeting!!（西木野真姫）

2023年
- ラブライブ! スクールアイドルフェスティバル2 MIRACLE LIVE!（2023年 - 2024年、西木野真姫）

### パチスロ
- シンデレラブレイド2（2014年、シンデレラ）[28]
- プリシラと魔法の本〜シンデレラ×ブレイド外伝〜（2016年、シンデレラ[注 3]、やまねずみ[注 4]）
- シンデレラブレイド3（2017年、シンデレラ）[29]

### ドラマCD
- 聖闘士星矢 セインティア翔（2015年、美衣[30]） - 『チャンピオンRED』12月号特別付録

### テレビ番組
※はインターネット配信。
- ラブライ部 ニコ生課外活動〜ことほのまき〜（2012年 - 2013年、ニコニコチャンネル※「Lantisちゃんねる」）
- リスアニ!TV（2012年 - 2013年、TOKYO MX） - 番組内コーナー「放課後ラブライブ!」に出演。
- PleaseちゃんとSecretちゃんのOPENチャネル （2013年 - 2015年、ニコニコチャンネル※「SPACEY CHANNEL」）
- PileちゃんのチャンネルPile（2014年 - 、ニコニコチャンネル※「PileちゃんのチャンネルPile」）
- ぱぃふぃんのtea time[注 5]（2015年 - 2016年 、ニコニコチャンネル※「SPACEY CHANNEL」）
- チャンネルとじぱいふぃん（2016年 - 、ニコニコチャンネル※「SPACEY CHANNEL」）

### CM
- TOKYO MX、エムキャス（2015年）

### テレビドラマ
- 1リットルの涙（2005年） - 生徒 役[31]

### 映画
- Tokyo Real（2007年） - 店員 役
- ベイブルース 〜25歳と364日〜（2014年） - ラジオ共演者 役

### その他コンテンツ
- アイランド秋葉原店イメージキャラクター・店内放送（2014年、株式会社アイランド） - アイラ 役[32]
- ラブライブ!公式CM（アニメ、劇場版、Blu-ray告知他）ナレーション
- Web動画「LG styler×ベイビーシャーク　トゥルルルル♪で踊って衣類ケア」（2021年、LG Electronics x SmartStudy）

## ライブ・イベント

### 合同ライブ
| 出演日                                   | タイトル                                                                                              | 会場                                      |
| ---------------------------------------- | --- | ----------------------------------------- |
| 2015年8月29日                            | Animelo Summer Live 2015 -THE GATE-                                                                   | さいたまスーパーアリーナ（埼玉県）        |
| 2016年2月7日                             | みるくらりあっと Vol. 8 〜続・MOE BREAK 2000〜                                                        | 堂島リバーフォーラム（大阪府）            |
| 2016年2月12日                            | アニソンラブ学園 オープンキャンパス 〜Gimme that Tune! Hey, Go!!! ラブは魔法のアイコトバ〜            | ニッショーホール（東京都）                |
| 2016年2月14日                            | ナゴヤアニソンフェス2016 in ナガシマスパーランド                                                      | ナガシマスパーランド（三重県）            |
| 2016年4月24日                            | 〜BMKお客様感謝〜ほくそう春まつり                                                                     | 千葉ニュータウン中央駅（千葉県）          |
| 2016年7月30日                            | ANISONG DREAM STAGE 2016                                                                              | KITEC 九龍灣國際展貿中心（香港/九龍）     |
| 2016年8月7日                             | ナゴヤアニソンフェス2016 in 名古屋城                                                                  | 名古屋城二の丸広場（愛知県）              |
| 2016年8月28日                            | Animelo Summer Live 2016 刻-TOKI-                                                                     | さいたまスーパーアリーナ（埼玉県）        |
| 2016年9月9日                             | オンコロPresents「Remember Girls Power!! 2016」                                                       | Zepp DiverCity(TOKYO)                     |
| 2016年10月14日・15日                     | スポーツ・オブ・ハート・ミュージックフェス2016                                                        | 国立代々木競技場 第一体育館               |
| 2017年9月10日                            | オンコロPresents「Remember Girls Power!! 2017」                                                       | duo MUSIC EXCHANGE（東京都）              |
| 2017年10月22日                           | Pile＆石田燿子 がたふぇすFinale LIVE                                                                  | 万代シテイパーク（新潟県）                |
| 2017年10月28日                           | 九州ド真ん中! 秋フェス SMILE L❤VE LIVE                                                                | グリーンランド レインボードーム（熊本県） |
| 2018年4月1日                             | FANJ Premium Live 2018                                                                                | 京都FANJ（京都府）                        |
| 2018年5月27日                            | @JAM 2018                                                                                             | Zepp DiverCity(TOKYO)                     |
| 2018年4月1日                             | FANJ Premium Live 2018                                                                                | 京都FANJ（京都府）                        |
| 2020年5月9・10日                         | SPACEY MUSIC 2マン SPECIAL LIVE                                                                       | 会場非公開（無観客の配信ライブ）          |
| 2022年4月30日 5月1・21・22日 6月18・19日 | SPACEY MUSIC 2マン SPECIAL LIVE 2022                                                                  | 六本木BIGHOUSE（東京都）                  |
| 2022年9月9日                             | オンコロ×豊島区presents「Remember Girl’s Power !! 2022」                                              | 池袋サンシャインシティ 噴水広場（東京都） |
| 2022年10月31日                           | 歌う！声優女子LIVE ゆるシェアルームへようこそ！ 〜渋谷公園通り〜 みんなでハロウィンパーティーしよう！ | LINE CUBE SHIBUYA（東京都）               |
| 2024年9月22日                            | オンコロ×豊島区presents「Remember Girl’s Power !! 2024」                                              | 池袋サンシャインシティ 噴水広場（東京都） |

## 書籍

### 写真集
- Pile&AINA 1st写真集 girl meets girl♥（2014年、メディアボーイ） ISBN 978-4-86388-165-5
- Girls Trip in Hawaii（2016年、秋田書店） ISBN 978-4-253-01094-8
- Roots of Pile Busan⇔Seoul（2019年、講談社） ISBN 978-4-06-516172-2